# 宇佐美興屋
宇佐美 興屋（うさみ おきいえ、1883年（明治16年）1月27日 - 1970年（昭和45年）9月27日）は、日本の陸軍軍人。陸士14期・陸大25期恩賜。最終階級は陸軍中将。

## 経歴
東京府出身。税関吏・宇佐美潤屋の長男として生まれる。東京府立第一中学校、陸軍中央幼年学校を経て、1902年（明治35年）に陸軍士官学校を卒業（14期）し、1903年（明治36年）、陸軍騎兵少尉に任官して騎兵第7連隊付。1913年（大正2年）11月、陸軍大学校（25期）を3位で卒業し、恩賜の軍刀を拝受。
佐官時代には、オランダ公使館附武官、陸軍省軍務局騎兵課長、騎兵第13連隊長、東京警備参謀長などを歴任。
1930年（昭和5年）3月、騎兵監部付の時に陸軍少将に進級。1931年（昭和6年）3月に騎兵第3旅団長、1932年（昭和7年）4月に陸軍騎兵学校長を歴任。1933年（昭和8年）4月に騎兵集団長に補され。1934年（昭和9年）3月に陸軍中将に進級。同年8月に騎兵監に転じ、1935年（昭和10年）8月に第7師団長に親補され、1936年（昭和11年）3月に侍従武官長に親補された。1939年（昭和14年）5月に軍事参議官に親補され、1940年（昭和15年）1月に予備役編入。
1947年（昭和22年）11月28日、公職追放仮指定を受けた。

## 侍従武官長として
1944年（昭和19年）から1946年（昭和21年）まで侍従長を務めた藤田尚徳は、次のように述べている。
- 宇佐美は気骨のある人物で、侍従武官長として職務を遂行するにあたり、陸軍中央の言いなりには動かなかった。
- 陸軍中央は意に沿わない宇佐美を更迭し、その後任には、温厚な性格で知られた蓮沼蕃を起用した。
- 侍従長の藤田と、宇佐美の後任の侍従武官長である蓮沼は、同時期にそれぞれの職にあったが、藤田は、昭和19年 - 20年の最悪の戦況を、蓮沼が昭和天皇に正しく伝えていなかったと批判的に評している。

戦後の皇室ジャーナリストである河原敏明は、次のように述べている。
- 1939年（昭和13年）、ノモンハン事件の3か月前、海軍の軍令部員が満州を視察し、関東軍が満ソ国境に25個師団を配置して戦闘態勢を整えていることを知り、軍令部総長の伏見宮博恭王・元帥海軍大将に報告した。驚いた伏見宮は直ちにそのことを昭和天皇に奏上した。
- この件を陸軍から聞いていなかった天皇は、侍従武官長の宇佐美を呼び、陸軍中央（出典では「陸軍省」と記載）に、事実関係と意図を確かめるよう命じた。
- しかし宇佐美は陸軍中央と連絡することもなく、天皇が望むような適切な対処をしなかった。
- そのことを天皇から聞いた木戸幸一内大臣と百武三郎侍従長は、宇佐美に面と向かって苦言を述べたが、宇佐美は「どうも、こう陸軍と陛下の御意志との間に距離があっては、困ったものだ」と放言した。
- 宇佐美は侍従武官長を更迭された。侍従武官長を退任する際には天皇から慰労の意味で記念品が下賜される例であったが、宇佐美への下賜品は異例なほど粗末なもので、また、宇佐美にかけられた慰労の言葉はごく短いものであった。

## 栄典
位階
- 1934年（昭和9年）3月15日 - 従四位[6]
- 1936年（昭和11年）4月15日 - 正四位[7]
- 1939年（昭和14年）5月1日 - 従三位[8]

勲章等
- 勲一等旭日大綬章 ：1939年（昭和14年）3月23日[9]